# Stade Plabennec
Stade Plabennecois Football ist ein französischer Fußballverein aus Plabennec im bretonischen Département Finistère.

## Geschichte
Der Verein wurde 1934 unter dem Namen Étoile Saint-Thenenan gegründet; er gehörte zur katholischen Sportbewegung. Nach dem Zweiten Weltkrieg erfolgte der Anschluss an die Fédération Française de Football. 1969 ging der Verein eine Fusion mit Plabennec Sports ein und nahm seinen heutigen Namen an.
1990 gelang Plabennec erstmals der Aufstieg in die Division d’Honneur, die höchste regionale Amateurklasse, und 1997 sogar in die oberste landesweite Amateurliga. Auch 2008/09 spielte die Mannschaft in diesem viertklassigen Championnat de France Amateur (CFA). Nach dem Zwangsabstieg des FC Sète vor der Saison 2009/10 wurde Stade Plabennec als einer der CFA-Gruppenzweitplatzierten nachträglich in die dritte Liga aufgenommen.
Die Vereinsfarben sind Rot und Weiß. Die Ligamannschaft trägt seit 1972 ihre Heimspiele im Stade de Kervéguen aus, das eine Kapazität von 3.000 Plätzen aufweist. Klubpräsident ist Hervé Foll, Trainer der Ligaelf Franck Kerdilès. (Stand: August 2010)

## Ligazugehörigkeit und Erfolge
Profistatus hat der Klub bisher noch nie besessen, ebenso wenig erstklassig (Division 1, seit 2002 in Ligue 1 umbenannt) gespielt. 2015/16 spielt Stade im viertklassigen Championnat de France Amateur. Der sportlich größte Erfolg bislang war das Erreichen des Achtelfinals im Landespokal in der Saison 2009/10, nachdem Stade Plabennec zuvor in diesem Wettbewerb 2003/04 schon das Sechzehntel- und dreimal (1989/90, 1990/91 und 2005/06) das Zweiunddreißigstelfinale, die erste landesweite Hauptrunde, erreicht hatte. 2012/13 warfen die Bretonen sogar den Erstligisten Stade Reims aus dem Wettbewerb, scheiterten aber im anschließenden Sechzehntelfinale am OSC Lille.